# Toyota Prius
Toyota Prius (/ˈpriːəs/) — первый в мире массовый гибридный легковой автомобиль, который движется за счёт как бензинового, так и электрического двигателя, производимый японской корпорацией Toyota с 1997 года. Латинское слово prius (яп. プリウス) в названии модели трактуется как первый, изначальный. Автомобиль имеет низкий уровень вредных выхлопов и малый расход топлива. За свою экологичность и оригинальность конструкции получил множество призов и наград, в том числе признавался автомобилем года в Японии, Северной Америке и Европе. Также, компания Toyota получила награду ЮНЕП, подразделения ООН по охране окружающей среды за разработку дружественных к окружающему миру автомобилей, в том числе за модель Prius.
Седан первого поколения в декабре 1997 года поступил в продажу, но только в Японии. А уже начиная с 2000 года немного модернизированный автомобиль стали поставлять в Северную Америку и Европу. Осенью 2003 года увидел свет автомобиль второго поколения. На смену седану пришёл более длинный, широкий и обтекаемый хетчбэк с большой дверью багажника сзади. Prius становился всё популярнее, и публика с нетерпением ждала модель третьего поколения, которая была представлена весной 2009 года. Силуэт автомобиля не претерпел больших изменений, однако на смену плавным линиям пришли более модные четкие контуры и плоские поверхности.  В декабре 2015 года Prius четвёртого поколения начали продавать в Японии. В ноябре 2022 года в Японии состоялась мировая премьера нового Prius пятого поколения.
Помимо базовой модели выпускаются большего размера универсал Prius α/v/+ и более компактный хетчбэк Aqua/Prius c, а также автомобиль Prius PHV (Plug-in Hybrid Vehicle) с увеличенной аккумуляторной батареей, которую можно подзаряжать от внешней электросети.
С 2009 по 2019 годы автомобиль Prius продавался в России.

## История создания

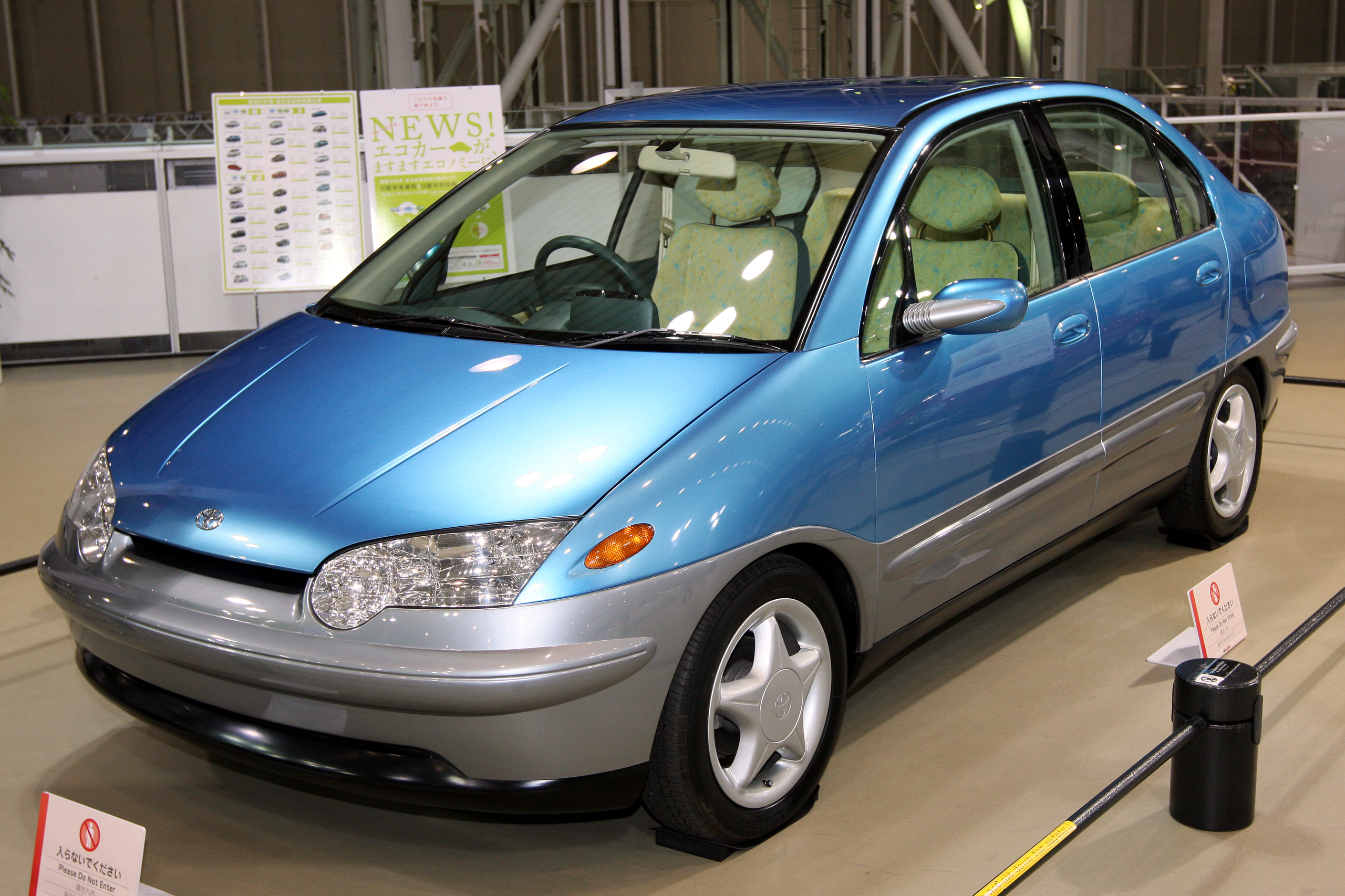
Прототип Toyota Prius, впервые показанный осенью 1995 года

В сентябре 1993 года на фирме Toyota был запущен проект под названием G21 (Global 21) и создана группа из 10 человек, которым было поручено сформулировать требования к автомобилю 21 века. Результаты были представлены к концу года: новый автомобиль должен быть компактным, но вместительным, с длинной колёсной базой и экономичным.
1 февраля 1994 года проект G21 под руководством Такэси Утиямада (内山田竹志) стартовал официально. Так как главным для автомобиля будущего считалось снижения выбросов и расхода топлива, то основное внимание разработчики сосредоточили на силовом приводе. В то время уже были известны гибридные, с использованием двигателя внутреннего сгорания и электромотора, системы, но казалось что, создать такой привод к началу 21 века нереально. Поэтому начались работы над двигателем с непосредственным впрыском и высокоэффективной автоматической трансмиссией. А целью было достичь снижения на треть расхода топлива по сравнению с существующими автомобилями.
В ноябре 1994 года руководство компании поставило более амбициозную задачу, снизить расход топлива вдвое. Выполнить это можно было только с помощью гибридного привода. Никакой теории тогда не существовало, и команда разработчиков в течение полугода перебирала различные варианты пока не пришла к схеме с двумя электромоторами позже названной Toyota Hybrid System (THS). Окончательное решение о создании пригодного для серийного выпуска гибридного автомобиля было принято в июле 1995 года.
Но прежде необходимо было закончить концептуальную модель. Показанный осенью 1995 года на автосалонах во Франкфурте и Токио гибридный автомобиль имел совершенно другой привод, названный Energy Management System (EMS). Для того, чтобы отличить концепт от подготавливаемого к серийному производству автомобиля, последний стали называть Prius (Первый).
В начале ноября 1995 года был собран первый прототип будущего автомобиля, но он не сдвинулся с места. В течение 49 дней разработчики пытались заставить его двигаться и когда он проехал первые 500 метров и заглох, все были просто счастливы. Это было только начало, до создания пригодного к производству автомобиля необходимо было решить ещё гору проблем. Тем более что дата запуска в производство была перенесена с 1998 года на декабрь 1997-го. Автомобиль решили представить к началу конференции по изменению климата.
К августу 1997 года все испытания были закончены, а в сентябре на заводе Takaoka Plant началась предварительная сборка. 10 декабря первые серийные автомобили сошли с конвейера, все обещания были выполнены и полностью соответствовали рекламной кампании под лозунгом «Точно вовремя, к началу 21 века»
Инновационный автомобиль требовал особого внимания и на фирме была создана специальная служба, оперативно отслеживающая все проблемы, возникавшие у покупателей. Несмотря на опасения, автомобиль понравился, и его продажи постепенно росли. Покупателей не смущал странный внешний вид модели и её не самые выдающиеся ходовые свойства. Prius выбирали за малый расход топлива, низкую токсичность выхлопа, а главное — за то, что автомобиль был полон технических новинок.
Беспрецедентной особенностью этого проекта стало то, что неизвестные и не опробованные технологии были исследованы и подготовлены к массовому производству всего, примерно, за два года.

## Гибридный силовой привод

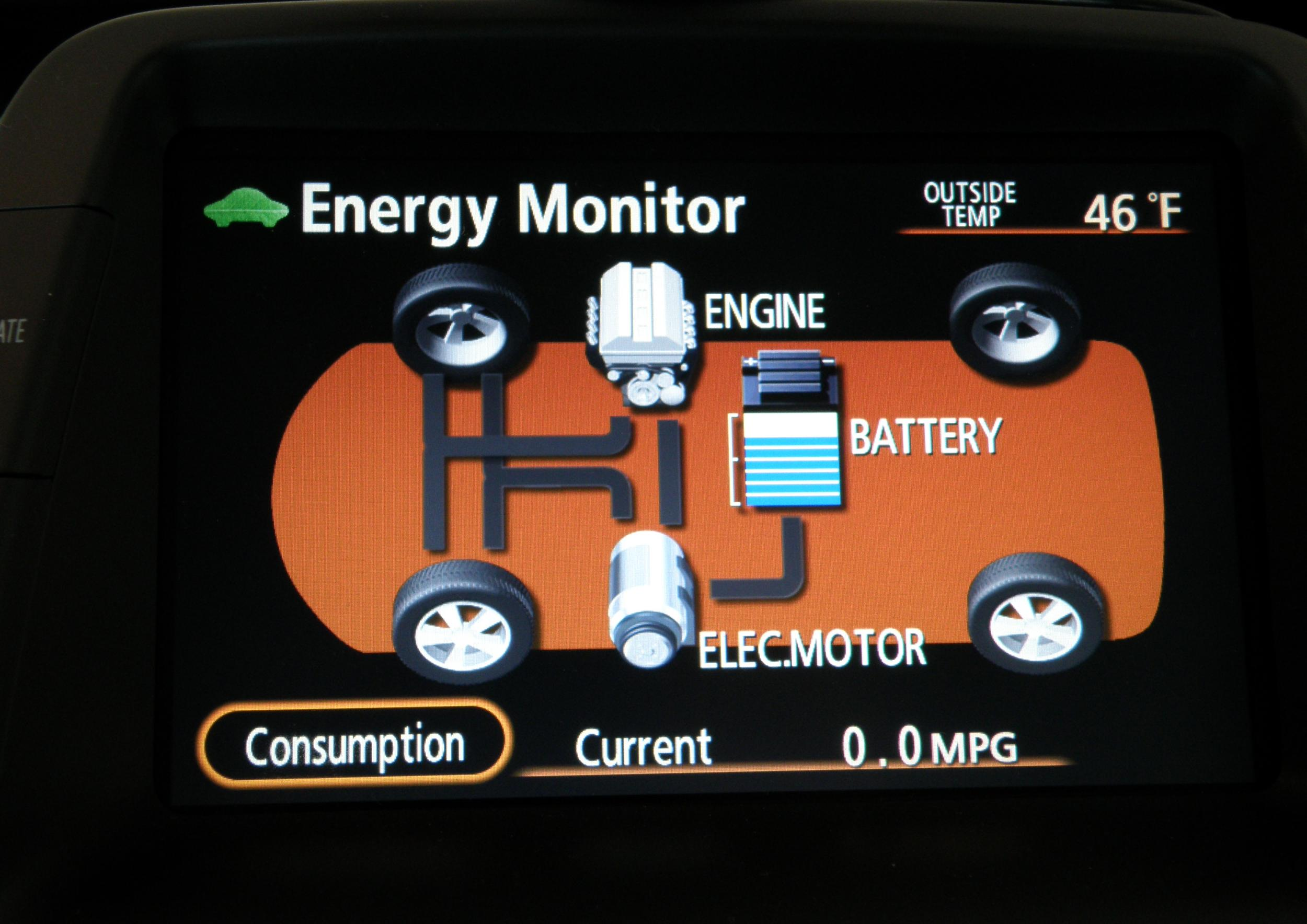
Схема гибридного силового привода Toyota Prius: двигатель (Engine) и электромотор (Electromotor) вращают колёса и взаимодействуют между собой

Необходимо сразу уточнить, что за исключением модели Prius PHV, Prius заправляется только бензином, всю необходимую электроэнергию он вырабатывает сам. Его гибридный силовой привод построен таким образом, что позволяет и бензиновому двигателю, и электромотору непосредственно подключаться к ведущим колёсам автомобиля и взаимодействовать между собой. При такой схеме каждый из моторов работает в режиме наибольшей эффективности, за счёт чего и обеспечивается низкий расход топлива и малая токсичность выхлопа бензинового двигателя. Кроме этого, в приводе имеются генератор, преобразователь электрического тока и аккумуляторная батарея.
При трогании и движении на малой скорости, когда эффективность бензинового двигателя низка, автомобиль едет на электротяге, с помощью электромотора, разряжая батарею. С ростом скорости, в работу вступает двигатель внутреннего сгорания, который одновременно крутит ведущие колёса и генератор, заряжая батарею. При резком нажатии на педаль газа, в работу вступают оба двигателя, бензиновый и электрический, обеспечивая интенсивный разгон. А при торможении, совместно с обычной тормозной системой задействуется электромотор, работающий в режиме генератора: он создаёт дополнительный тормозной момент на колёсах и подзаряжает батарею. При остановке, даже кратковременной, всё выключается. Переход от одного режима работы к другому происходит автоматически и практически не заметен.
Иногда бензиновый двигатель работает на стоящем автомобиле, например, если ему необходимо прогреться или, если разряжена батарея и её надо подзарядить. Когда в баке мало бензина, то автомобиль не тронется с места, несмотря на заряженную батарею, его необходимо заправить так, чтобы погасла контрольная лампочка низкого уровня топлива. При длительном хранении аккумуляторная батарея разряжается, поэтому автомобиль необходимо заводить, хотя бы раз в несколько месяцев.

## Воздействие на окружающую среду

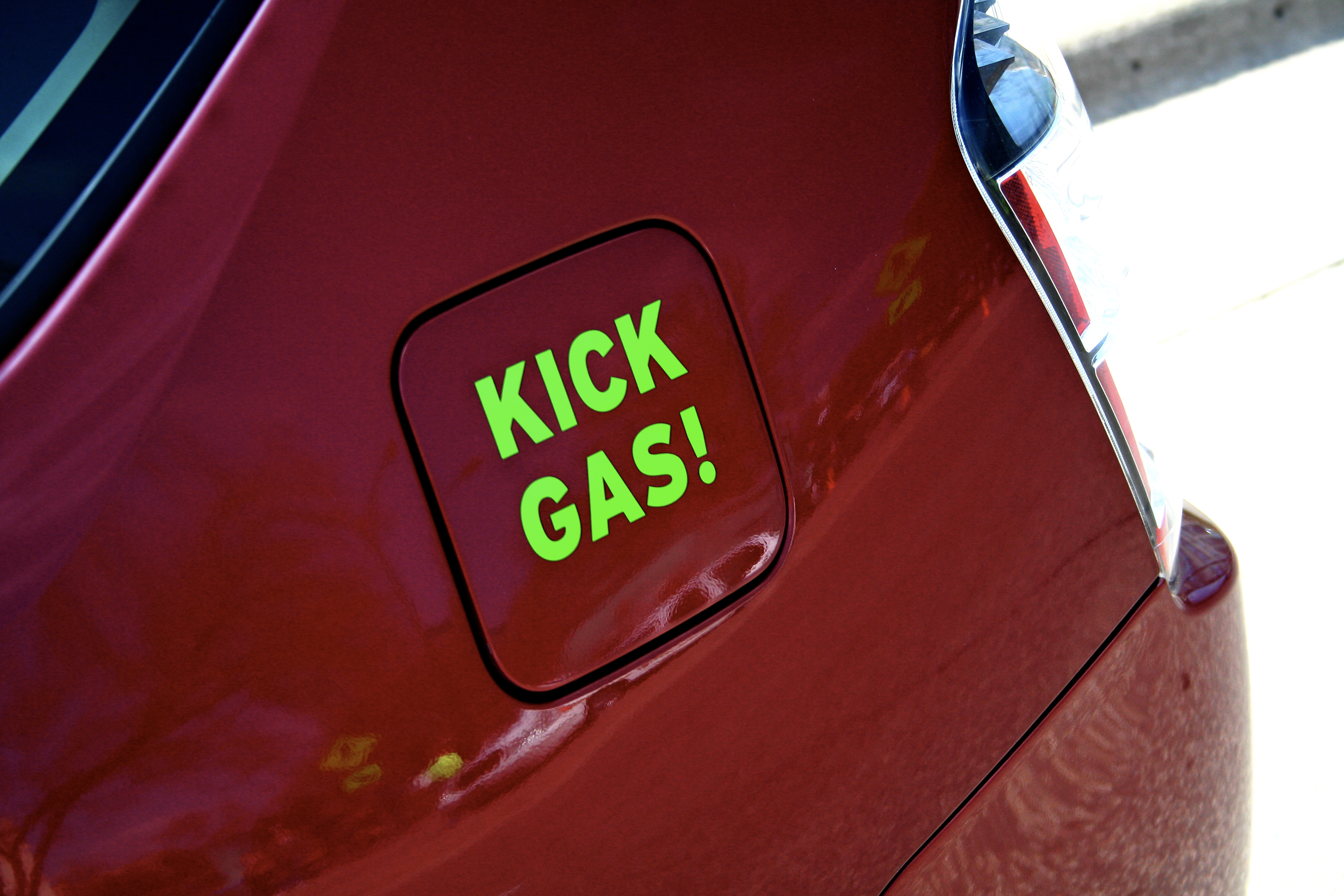
Надпись на крышке бензобака Toyota Prius можно перевести как:— «Плевать на бензин!»

Многочисленные государственные и независимые исследования показали, что автомобиль Prius действительно, первоначально, имел существенно более низкий расход топлива и уровень вредных выбросов. Со временем, производители двигателей внутреннего сгорания сделали их экономичнее и чище, а многие фирмы запустили производство гибридных автомобилей. И хотя Prius также совершенствовался, в последние годы ему стало трудно тягаться с электромобилями по экологичности. Но он, по-прежнему, имеет над ними такие преимущества, как быстрая заправка бензином и длительный пробег до следующего пополнения бака.
Автомобиль спроектирован так, что большинство его пластмассовых деталей легко перерабатываются, а такие токсичные в утилизации материалы как поливинилхлорид не используются. Шумоизоляция салона и даже резиновые шланги модели изготовлены из отходов промышленного производства.
Сразу же после запуска автомобиля Prius в производство, была создана сеть пунктов по сбору использованных аккумуляторных батарей, которые, затем, отправляются на переработку. Кроме того, совместно с другими японскими производителями фирма Toyota запустила специальную программу по извлечению и повторному использованию применяемых в электродвигателях редкоземельных металлов.
Prius в сравнении с обычными автомобилями (данные EPA, пересчитанные в метрические единицы)
| Расход топлива, л/100 км | Расход топлива, л/100 км | Расход топлива, л/100 км | Расход топлива, л/100 км |  |
| ------------------------ | ------------------------ | ------------------------ | ------------------------ |  |
| 2001—2003                |                          |                          |                          |  |
|                          |                          |                          |                          |  |
| Toyota Prius             |                          |                          | 5,7                      |  |
|                          |                          |                          |                          |  |
| Honda Civic              |                          |                          | 6,9                      |  |
|                          |                          |                          |                          |  |
| Ford Focus               |                          |                          | 8,4                      |  |
| 2004—2010                |                          |                          |                          |  |
|                          |                          |                          |                          |  |
| Toyota Prius             |                          |                          | 5,1                      |  |
|                          |                          |                          |                          |  |
| Chevrolet Cobalt         |                          |                          | 8,8                      |  |
|                          |                          |                          |                          |  |
| Honda Accord             |                          |                          | 9,0                      |  |
| 2011—2015                |                          |                          |                          |  |
|                          |                          |                          |                          |  |
| Toyota Prius             |                          |                          | 4,9                      |  |
|                          |                          |                          |                          |  |
| Hyundai Elantra          |                          |                          | 7,3                      |  |
|                          |                          |                          |                          |  |
| Chevrolet Malibu         |                          |                          | 9,0                      |  |
| 2016—2017                |                          |                          |                          |  |
|                          |                          |                          |                          |  |
| Toyota Prius             |                          |                          | 4,5                      |  |
|                          |                          |                          |                          |  |
| Chevrolet Cruze          |                          |                          | 6,9                      |  |
|                          |                          |                          |                          |  |
| Nissan Sentra            |                          |                          | 7,3                      |  |

| Выбросы CO2, г/км | Выбросы CO2, г/км | Выбросы CO2, г/км | Выбросы CO2, г/км |  |
| ----------------- | ----------------- | ----------------- | ----------------- |  |
| 2001—2003         |                   |                   |                   |  |
|                   |                   |                   |                   |  |
| Toyota Prius      |                   |                   | 135               |  |
|                   |                   |                   |                   |  |
| Honda Civic       |                   |                   | 162               |  |
|                   |                   |                   |                   |  |
| Ford Focus        |                   |                   | 197               |  |
| 2004—2010         |                   |                   |                   |  |
|                   |                   |                   |                   |  |
| Toyota Prius      |                   |                   | 120               |  |
|                   |                   |                   |                   |  |
| Chevrolet Cobalt  |                   |                   | 206               |  |
|                   |                   |                   |                   |  |
| Honda Accord      |                   |                   | 213               |  |
| 2011—2015         |                   |                   |                   |  |
|                   |                   |                   |                   |  |
| Toyota Prius      |                   |                   | 115               |  |
|                   |                   |                   |                   |  |
| Hyundai Elantra   |                   |                   | 173               |  |
|                   |                   |                   |                   |  |
| Chevrolet Malibu  |                   |                   | 212               |  |
| 2016—2017         |                   |                   |                   |  |
|                   |                   |                   |                   |  |
| Toyota Prius      |                   |                   | 106               |  |
|                   |                   |                   |                   |  |
| Chevrolet Cruze   |                   |                   | 165               |  |
|                   |                   |                   |                   |  |
| Nissan Sentra     |                   |                   | 173               |  |

## Версии автомобиля
В декабре 1997 года продажи автомобиля Prius первого поколения начались в Японии. Это был четырёхдверный седан с салоном на пятерых и отдельным багажником. Автомобиль оборудовался 1,5-литровым бензиновым двигателем и 30-киловаттным электромотором. В 2000-м, после модернизации, в процессе которой была улучшена отдача гибридной системы и повышена топливная экономичность, Prius первого поколения был представлен в Северной Америке и Европе.

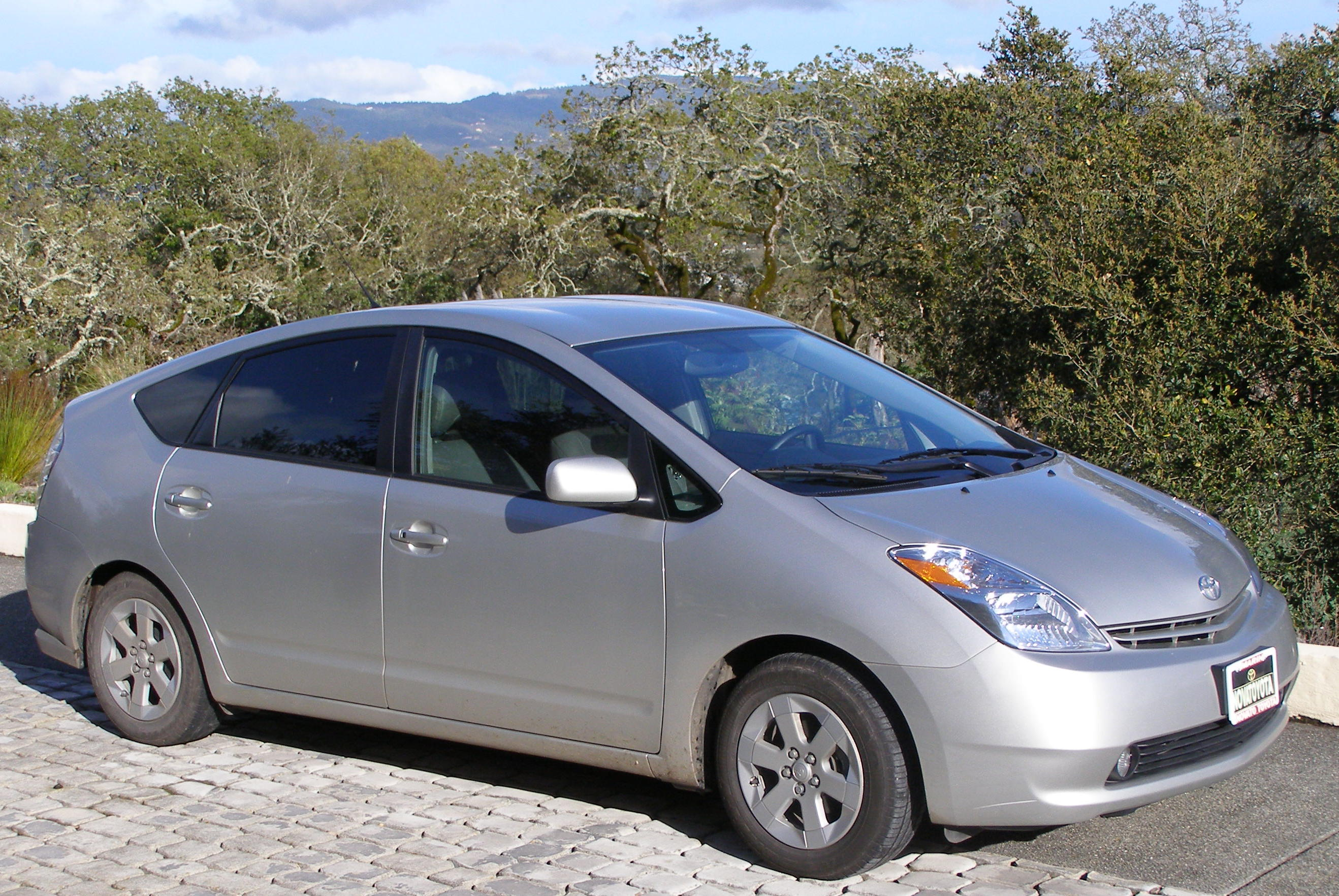
«Классический» Toyota Prius второго поколения со знаменитым треугольным профилем

Prius второго поколения появился в продаже в сентябре 2003 года. Большой обтекаемый автомобиль теперь имел пятидверный кузов типа хетчбэк. Электромотор его гибридной силовой установки питался вдвое большим напряжением, стал мощнее, поэтому бензиновый двигатель реже вступал в работу, что давало существенную экономию топлива.
В мае 2009 года в Японии был представлен Prius третьего поколения. Если внешне он сохранил черты предшественника, только имел более модные плоские поверхности и острые грани, то его гибридный силовой привод был на 90 % новым. Специально разработанный для модели 1,8-литровый двигатель большую часть времени работал на пониженных оборотах, меньше нагружался, экономя топливо. Переработанная трансмиссия стала компактнее и легче, а электрическая часть системы работала ещё на более высоком напряжении, что повышало её отдачу.
В июле 2007 года фирма Toyota показала автомобиль-прототип Prius PHV (Plug-in Hybrid Vehicle), созданный на базе модели второго поколения, который имел вдвое большую батарею, подзаряжаемую от внешней электросети. Модель сочетала экологическую чистоту электромобиля и длительный пробег до заправки гибрида. В конце 2009 года, после запуска Prius третьего поколения, начались испытания его подзаряжаемой версии с новейшей литий-ионной батареей. Вскоре, ограниченные партии автомобилей стали предлагать в аренду для правительственных и коммерческих организаций на ключевых рынках: в Японии, Северной Америке и Европе. На фирме решили изучить требования покупателей к автомобилям такого типа и найти оптимальный баланс между пробегом, временем зарядки, размером и стоимостью батареи. В конце января 2012 года подзаряжаемый гибрид Prius PHV поступил в продажу. Автомобиль мог проехать около 25 километров только на электротяге и полностью заряжался за 90 минут.

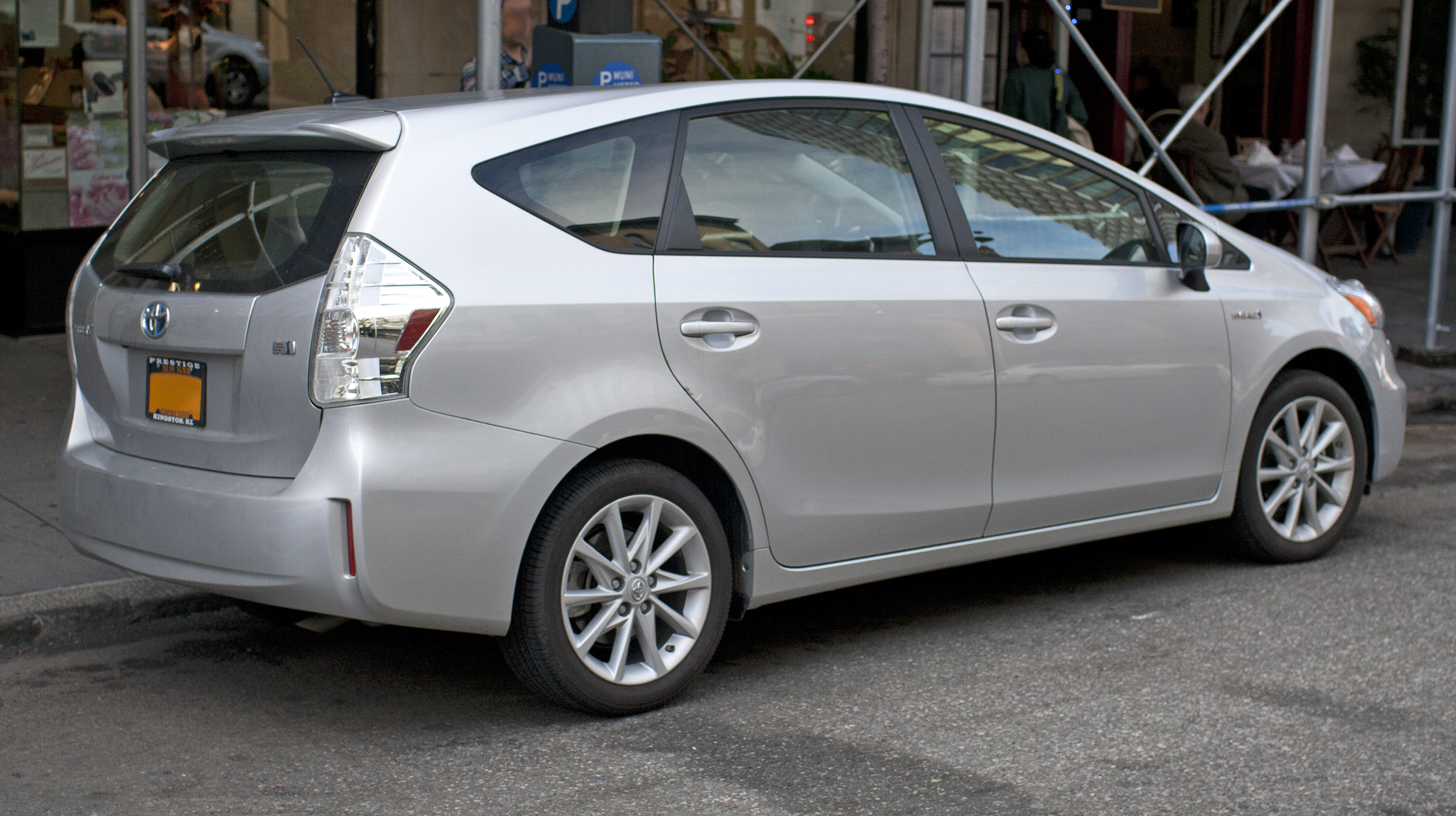
Toyota Prius v, семиместный универсал

Универсал Prius α с увеличенной колёсной базой был представлен в Японии в мае 2011 года. В нём могли комфортно разместиться пятеро взрослых и багаж объёмом до 552 литров. Имелся также семиместный вариант автомобиля с тремя рядами сидений и багажником объёмом 200 литров. Для размещения дополнительного ряда сидений стандартную батарею заменили на более компактную литий-ионную, которую переместили из багажника в нишу между передними сиденьями. Этот же автомобиль под названием Prius v (versatile — универсальный) в конце года поступил в продажу в Северной Америке, а летом 2012 — года в Европе, под именем Prius +.

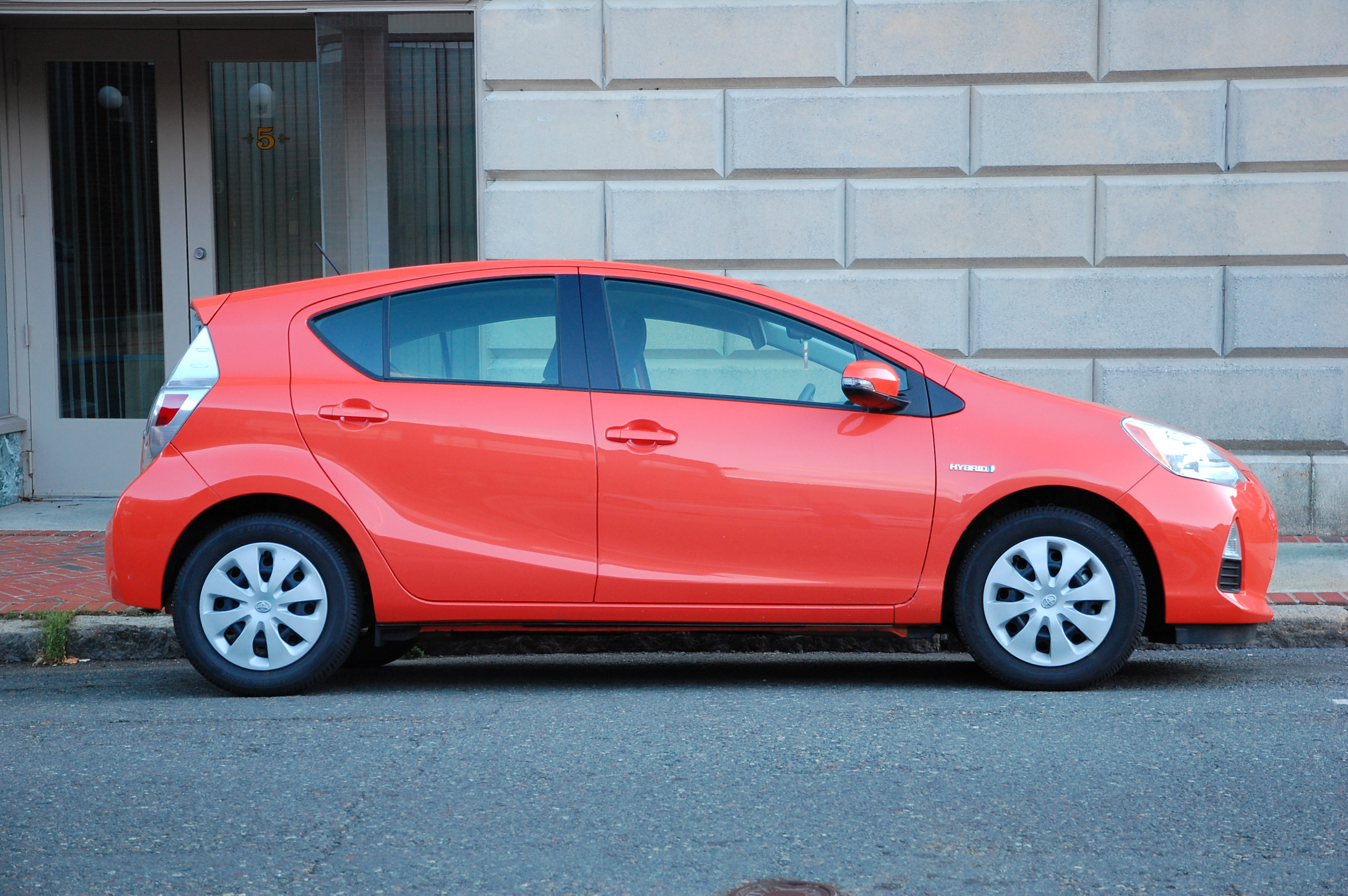
Компактный Toyota Prius c

В декабре 2011 года в Японии был представлен компактный хетчбэк Aqua с самым низким, на тот момент, расходом топлива в мире. Весной следующего года этот автомобиль под названием Prius c (city — городской) стали продавать в Северной Америке.  Автомобиль был на полметра короче базовой модели Prius, оборудовался 1,5-литровым бензиновым двигателем и имел, размещённую под задним сиденьем компактную аккумуляторную батарею.
Созданный на новой корпоративной платформе TNGA (Toyota New Global Architecture), Prius четвёртого поколения поступил в продажу в Японии в декабре 2015 года. Футуристического вида, угловатый с зазубринами и зигзагообразными элементами автомобиль сильно отличался от предшественников. Двигатель модели остался прежним, но была повышена его эффективность, полностью изменённая трансмиссия стала ещё компактнее, а созданные на новой элементарной базе электронные компоненты были намного экономичнее. Независимая задняя подвеска, а также размещённая под задним сиденьем батарея позволили существенно увеличить объём багажника. Впервые, но только в Японии, предлагалась полноприводная версия автомобиля с периодически подключаемым электроприводом задней оси.
В феврале 2017 года появился обновлённый Prius PHV, созданный на базе модели четвёртого поколения, но с несколько иным оформлением передней и задней частей. Батарея увеличенной ёмкости позволяла ему проезжать в режиме электротяги до 68 километров. Довести её заряд до 80 % от максимума на станции быстрой подзарядки можно было всего за 20 минут. Время же полной зарядки от бытовой электросети составляло от 2 до 14 часов, в зависимости от напряжения и допустимой силы тока. В Северной Америке этот же автомобиль продаётся под названием Prius Prime.
| Версии Prius                                                                       | Версии Prius | Версии Prius | Версии Prius | Версии Prius | Версии Prius | Версии Prius | Версии Prius | Версии Prius | Версии Prius | Версии Prius | Версии Prius | Версии Prius  |
|                                                                                    | Prius        | Prius        | Prius        | Prius        | Prius        | Prius        | Prius        | Prius PHV    | Prius PHV    | Prius α/v/+  | Prius α/v/+  | Aqua/ Prius c |
| ---------------------------------------------------------------------------------- | ------------ | ------------ | ------------ | ------------ | ------------ | ------------ | ------------ | ------------ | ------------ | ------------ | ------------ | ------------- |
| Поколения                                                                          | I            | I            | II           | III          | IV           | IV           | IV           | I            | II           | -            | -            | -             |
| Код                                                                                | NHW10        | NHW11        | NHW20        | ZVW30        | ZVW50        | ZVW51        | ZVW55*       | ZVW35        | ZVW52        | ZVW40**      | ZVW41        | NHP10         |
| Годы выпуска                                                                       | 1997— 2000   | 2000— 2003   | 2003— 2009   | 2009— 2015   | 2015—        | 2015—        | 2015—        | 2011— 2016   | 2017—        | 2011—        | 2011—        | 2011—         |
| Кузов                                                                              | Седан        | Седан        | Хетчбэк      | Хетчбэк      | Хетчбэк      | Хетчбэк      | Хетчбэк      | Хетчбэк      | Хетчбэк      | Универсал    | Универсал    | Хетчбэк       |
| Cx                                                                                 | 0,3          | 0,3          | 0,26         | 0,25         | 0,24         | 0,24         | 0,24         | 0,25         | 0,25         | 0,29         | 0,29         | 0,28          |
| Длина, мм                                                                          | 4275         | 4310         | 4450         | 4460         | 4540         | 4540         | 4540         | 4480         | 4645         | 4615         | 4615         | 3995          |
| Колёсная база, мм                                                                  | 2550         | 2550         | 2700         | 2700         | 2700         | 2700         | 2700         | 2700         | 2700         | 2780         | 2780         | 2550          |
| Вес, кг***                                                                         | 1254         | 1220         | 1270         | 1350         | 1370         | 1390         | 1490         | 1440         | 1530         | 1490         | 1470         | 1080          |
| Бензиновый двигатель                                                               |              |              |              |              |              |              |              |              |              |              |              |               |
| Рабочий объём, см³                                                                 | 1496         | 1496         | 1496         | 1779         | 1779         | 1779         | 1779         | 1779         | 1779         | 1779         | 1779         | 1496          |
| Мощность, кВт (л.с.)                                                               | 43 (58)      | 53 (72)      | 57 (77)      | 73 (99)      | 72 (98)      | 72 (98)      | 72 (98)      | 73 (99)      | 72 (98)      | 73 (99)      | 73 (99)      | 54 (74)       |
| Электромотор                                                                       |              |              |              |              |              |              |              |              |              |              |              |               |
| Мощность, кВт                                                                      | 30           | 33           | 50           | 60           | 53           | 53           | 53+5,3****   | 60           | 53           | 60           | 60           | 45            |
| Максимальное напряжение, В                                                         | 273,6        | 273,6        | 500          | 650          | 600          | 600          | 600          | 650          | 600          | 650          | 650          | 520           |
| Батарея                                                                            |              |              |              |              |              |              |              |              |              |              |              |               |
| Тип                                                                                | Ni-MH        | Ni-MH        | Ni-MH        | Ni-MH        | Ni-MH        | Li-ion       | Ni-MH        | Li-ion       | Li-ion       | Li-ion       | Ni-MH        | Ni-MH         |
| Ёмкость, А ч                                                                       | 6,5          | 6,5          | 6,5          | 6,5          | 6,5          | 3,6          | 6,5          | 21,5         | 25           | 5            | 6,5          | 6,5           |
| Напряжение, В                                                                      | 273,6        | 273,6        | 201,6        | 201,6        | 201,6        | 207,2        | 201,6        | 207,2        | 351,5        | 201,6        | 201,6        | 144           |
| Вес, кг                                                                            | 80           | 55           | 39           | 41           | 40           | 24           | 40           | 80           | 120          | 31,5         | 41           | 31            |
| * полный привод ** семь мест *** максимальная снаряженная масса **** спереди+сзади |              |              |              |              |              |              |              |              |              |              |              |               |

## Поддержка правительства
Большую роль в распространении модели Prius сыграла поддержка правительств, которые в виде субсидий, налоговых льгот и скидок поддерживали покупателей, приобретавших автомобили меньше загрязняющие окружающую среду.
В Японии покупатель автомобиля Prius мог получить выгоду до 7300 долларов в виде льгот, в том числе за счёт снижения налога на покупку, налога производителя и увеличения амортизационных отчислений. В США с 2002 по 2007 год было выделено четыре миллиарда долларов на налоговые скидки тем, кто купит гибридный автомобиль. В Великобритании субсидия в 1000 фунтов предоставляется каждому покупателю такого автомобиля. Во Франции была введена налоговая скидка примерно в 2000 евро на «чистые» автомобили.
В целом, вскоре после начала мировых продаж Prius правительства одиннадцати государств стали оказывать поддержку «зелёным» автомобилям.
Кроме чистой экономии на расходах, Prius, как не загрязняющий окружающую среду автомобиль, имеет особый статус в большинстве европейских городов. Так, в Лондоне он освобождался от уплаты налога при въезде в центральную часть города.

## Интересные факты
- Вскоре после начала массовых продаж автомобиля Prius в США эмигрант из СССР, профессор университета Алексей Северинский (Alex Severinsky) подал в суд на фирму Toyota, утверждая, что она нарушает ряд его патентов по гибридной трансмиссии. После шести лет разбирательств спор был урегулирован: стороны согласились, что некоторые автомобили Toyota использовали технологии подобные запатентованным, но гибридная трансмиссия Prius была создана в рамках исследовательской программы Toyota, независимо от любых других изобретений[91].
- Исследования Национального бюро по преступлениям в сфере страхования США (NICB) показали, что автомобиль Prius  имеет низкий уровень угонов. Так, если в 2008—2010 годах в среднем угонялся каждый 78 автомобиль, то для Prius этот показатель составил один угон на 606 автомобилей. А из этих угнанных — 97 % автомобилей их владельцы получили обратно[92].
- Ассоциации страховщиков Японии в своём отчёте по состоянию на ноябрь 2017 года сообщает, что при общем спаде количества угонов автомобилей воры сконцентрировали своё внимание на отдельных моделях. Так, доля Prius достигла 22 % всех угнанных автомобилей, что является рекордом последних четырёх лет[93].
- Многие голливудские звёзды владели автомобилем Prius. Среди них: Джессика Альба, Натали Портман, Дженнифер Энистон, Камерон Диас, Сальма Хайек, Гвинет Пэлтроу, Джулия Робертс, Деми Мур, Джулианна Мур, Клаудия Шиффер, Леонардо Ди Каприо, Том Хэнкс, Харрисон Форд, Мэтт Деймон, Орландо Блум, Брэдли Купер, Оуэн Уилсон, Дастин Хоффман, Мэтт Грейнинг[94].
- В сериале Под куполом актриса Рашель Лефевр в роли журналистки Джулии Шамуэй, ездила на автомобиле Prius третьего поколения, гибридной сборки, во всех сериях.
- В мультсериале Гриффины персонаж Брайан Гриффин ездит на автомобиле Toyota Prius второго поколения[95], что часто становится объектом для шуток.

## Цифры и факты
| Хронология | Хронология | Хронология                                                           |
| Год        | Месяц      | Событие                                                              |
| ---------- | ---------- | -------------------------------------------------------------------- |
| 1995       | Октябрь    | Концептуальная модель Prius показана на Токийском автосалоне         |
| 1995       | Ноябрь     | Построен первый прототип серийного автомобиля                        |
| 1997       | Март       | Представлен гибридный силовой привод THS (Toyota Hybrid System)      |
| 1997       | Октябрь    | Впервые показан серийно изготовленный Prius первого поколения        |
| 1997       | Декабрь    | Начались продажи автомобиля в Японии                                 |
| 2000       | Ноябрь     | Суммарные продажи Prius достигли 50 тысяч штук                       |
| 2002       | Август     | Продажи Prius достигли 100 тысяч штук                                |
| 2003       | Апрель     | Представлено второе поколение гибридного силового привода THS II     |
| 2003       | Сентябрь   | Полностью переработанный Prius второго поколения показан публике     |
| 2004       | Ноябрь     | Prius признан автомобилем 2005 года в Европе                         |
| 2005       | Декабрь    | Производство Prius второго поколения началось в Китае                |
| 2006       | Апрель     | Общие продажи Prius достигли 500 тысяч автомобилей                   |
| 2008       | Апрель     | Суммарные продажи Prius достигли миллиона автомобилей                |
| 2009       | Май        | Представлен обновлённый Prius третьего поколения                     |
| 2010       | Январь     | По итогам 2009 года Prius вышел на первое место по продажам в Японии |
| 2010       | Сентябрь   | Общие продажи Prius достигли двух миллионов штук                     |
| 2010       | Ноябрь     | Началось производство Prius третьего поколения в Таиланде            |
| 2011       | Январь     | Продажи Prius в Японии в 2010 году достигли рекордных 315 тысяч штук |
| 2011       | Апрель     | В США продан миллионный Prius                                        |
| 2011       | Май        | Представлен большой универсал Prius α                                |
| 2011       | Ноябрь     | Представлен подключаемый к внешней электросети автомобиль Prius PHV  |
| 2011       | Декабрь    | Продажа большого Prius v началась в США                              |
| 2011       | Декабрь    | Производство Prius третьего поколения началось в Китае               |
| 2011       | Декабрь    | В Японии представлен компактный хетчбэк Aqua                         |
| 2012       | Январь     | Продажа Prius PHV началась в Японии                                  |
| 2012       | Март       | Prius PHV поступил в продажу в США                                   |
| 2012       | Март       | Универсал Prius+ поступил в продажу в Европе                         |
| 2012       | Март       | Начались продажи компактного Prius c в США                           |
| 2013       | Июль       | Суммарные продажи Prius достигли трёх миллионов автомобилей          |
| 2015       | Декабрь    | Prius четвёртого поколения поступил в продажу в Японии               |
| 2017       | Февраль    | Обновлённый Prius PHV начали продавать в Японии                      |
| 2022       | ноябрь     | Prius пятого поколения представлен в Японии                          |
| 2023       | январь     | В Японии начались продажи Prius пятого поколения                     |

| Продажи         | Продажи | Продажи | Продажи  | Продажи            | Продажи  | Продажи          | Продажи  |
| Модель          | Год     | Всего   | В Японии | В Северной Америке | В Европе | В других странах | В России |
| --------------- | ------- | ------- | -------- | ------------------ | -------- | ---------------- | -------- |
| Prius           | 1997    | 323     | 323      | -                  | -        | -                | -        |
| Prius           | 1998    | 18 000  | 18 000   | -                  | -        | -                | -        |
| Prius           | 1999    | 15 000  | 15 000   | -                  | -        | -                | -        |
| Prius           | 2000    | 19 000  | 13 000   | 6 000              | 709      | 2                | -        |
| Prius           | 2001    | 29 000  | 11 000   | 16 000             | 2 000    | 162              | -        |
| Prius           | 2002    | 28 000  | 7 000    | 20 000             | 841      | 216              | -        |
| Prius           | 2003    | 43 000  | 17 000   | 25 000             | 859      | 387              | -        |
| Prius           | 2004    | 126 000 | 60 000   | 56 000             | 8 000    | 2 000            | -        |
| Prius           | 2005    | 175 000 | 44 000   | 110 000            | 19 000   | 3 000            | -        |
| Prius           | 2006    | 186 000 | 49 000   | 109 000            | 23 000   | 5 000            | -        |
| Prius           | 2007    | 281 000 | 58 000   | 184 000            | 32 000   | 7 000            | -        |
| Prius           | 2008    | 286 000 | 73 000   | 163 000            | 41 000   | 8 000            | -        |
| Prius           | 2009    | 404 000 | 209 000  | 144 000            | 43 000   | 7 000            | 30       |
| Prius           | 2010    | 509 000 | 315 000  | 144 000            | 42 000   | 8 000            | 367      |
| Prius           | 2011    | 368 000 | 197 000  | 130 000            | 25 000   | 17 000           | 225      |
| Prius α/v/+     | 2011    | 64 000  | 55 000   | 9 000              | -        | 43               | -        |
| Aqua/Prius c    | 2011    | 361     | 361      | -                  | -        | -                | -        |
| Prius           | 2012    | 363 000 | 177 000  | 151 000            | 19 000   | 16 000           | 115      |
| Prius α/v/+     | 2012    | 187 000 | 130 000  | 45 000             | 11 000   | 1000             | -        |
| Aqua/Prius c    | 2012    | 315 000 | 267 000  | 38 000             | -        | 11 000           | -        |
| Prius PHV       | 2012    | 27 000  | 11 000   | 13ˆ000             | 3& 000   | 0                | -        |
| Prius           | 2013    | 316 000 | 145 000  | 147 000            | 12 000   | 11 000           | 52       |
| Prius α/v/+     | 2013    | 154 000 | 104 000  | 38 000             | 11 000   | 1 000            | -        |
| Aqua/Prius c    | 2013    | 318 000 | 262 000  | 45 000             | -        | 11 000           | -        |
| Prius PHV       | 2013    | 21 000  | 4 000    | 12 000             | 5 000    | 54               | -        |
| Prius           | 2014    | 242 000 | 102 000  | 125 000            | 7 000    | 9 000            | 27       |
| Prius α/v/+     | 2014    | 118 000 | 77 000   | 33 000             | 7 000    | 2 000            | -        |
| Aqua/Prius c    | 2014    | 282 000 | 233 000  | 43 000             | -        | 5 000            | -        |
| Prius PHV       | 2014    | 20 000  | 5 000    | 13 000             | 1 000    | 5                | -        |
| Prius           | 2015    | 203 000 | 74 000   | 115 000            | 7 000    | 7 000            | 4        |
| Prius α/v/+     | 2015    | 92 000  | 52 000   | 31 000             | 7 000    | 2 000            | -        |
| Aqua/Prius c    | 2015    | 261 000 | 216 000  | 42 000             | -        | 4 000            | -        |
| Prius PHV       | 2015    | 7 000   | 1 000    | 4 000              | 925      | 7                | -        |
| Prius           | 2016    | 357 000 | 221 000  | 102 000            | 16 000   | 18 000           | -        |
| Prius α/v/+     | 2016    | 53 000  | 27 000   | 17 000             | 7 000    | 2 000            | -        |
| Aqua/Prius c    | 2016    | 194 000 | 168 000  | 24 000             | -        | 3 000            | -        |
| Prius PHV       | 2016    | 3 000   | 160      | 2 000              | 227      | 1                | -        |
| Prius           | 2017    | 218 600 | 116 600  | 68 600             | 11 100   | 22 300           | 184      |
| Prius α/v/+     | 2017    | 38 500  | 17 600   | 11 700             | 7400     | 1700             | -        |
| Aqua/Prius c    | 2017    | 149 300 | 131 600  | 14 700             | -        | 3000             | -        |
| Prius PHV/Prime | 2017    | 51 000  | 26 700   | 21 700             | 2500     | 100              | -        |
| Prius           | 2018    |         |          | 87 590 +5518       | 10 083   |                  | 59       |
| Prius α/v/+     | 2018    |         | 15 210   | 1630               | 10 408   |                  | -        |
| Aqua/Prius c    | 2018    |         | 126 561  | 2026               | -        |                  | -        |
| Prius PHV/Prime | 2018    |         |          |                    | 2925     |                  | -        |
| Prius           | 2019    |         |          | 69 718 +8696       | 5334     |                  | 21       |
| Prius α/v/+     | 2019    |         | 11 450   | 329                | 14 715   |                  | -        |
| Aqua/Prius c    | 2019    |         | 103 803  | 1480               | -        |                  | -        |
| Prius PHV/Prime | 2019    |         |          |                    | 2572     |                  | -        |
| Prius           | 2020    |         |          | 43 525             | 3216     |                  |          |
| Prius α/v/+     | 2020    |         | 6330     |                    | 11 491   |                  | -        |
| Aqua/Prius c    | 2020    |         | 59 548   |                    | -        |                  | -        |
| Prius PHV/Prime | 2020    |         |          |                    | 2207     |                  | -        |
| Prius           | 2021    |         |          | 59 010             | 1597     |                  |          |
| Prius α/v/+     | 2021    |         |          |                    | 3630     |                  | -        |
| Aqua/Prius c    | 2021    |         | 72 495   |                    | -        |                  | -        |
| Prius PHV/Prime | 2021    |         |          |                    | 1462     |                  | -        |
| Prius           | 2022    |         |          | 36 919             | 842      |                  | 37       |
| Prius α/v/+     | 2022    |         |          |                    | -        |                  | -        |
| Aqua/Prius c    | 2022    |         | 72 084   |                    | -        |                  | -        |
| Prius PHV/Prime | 2022    |         |          |                    | 787      |                  | -        |

## Prius 5

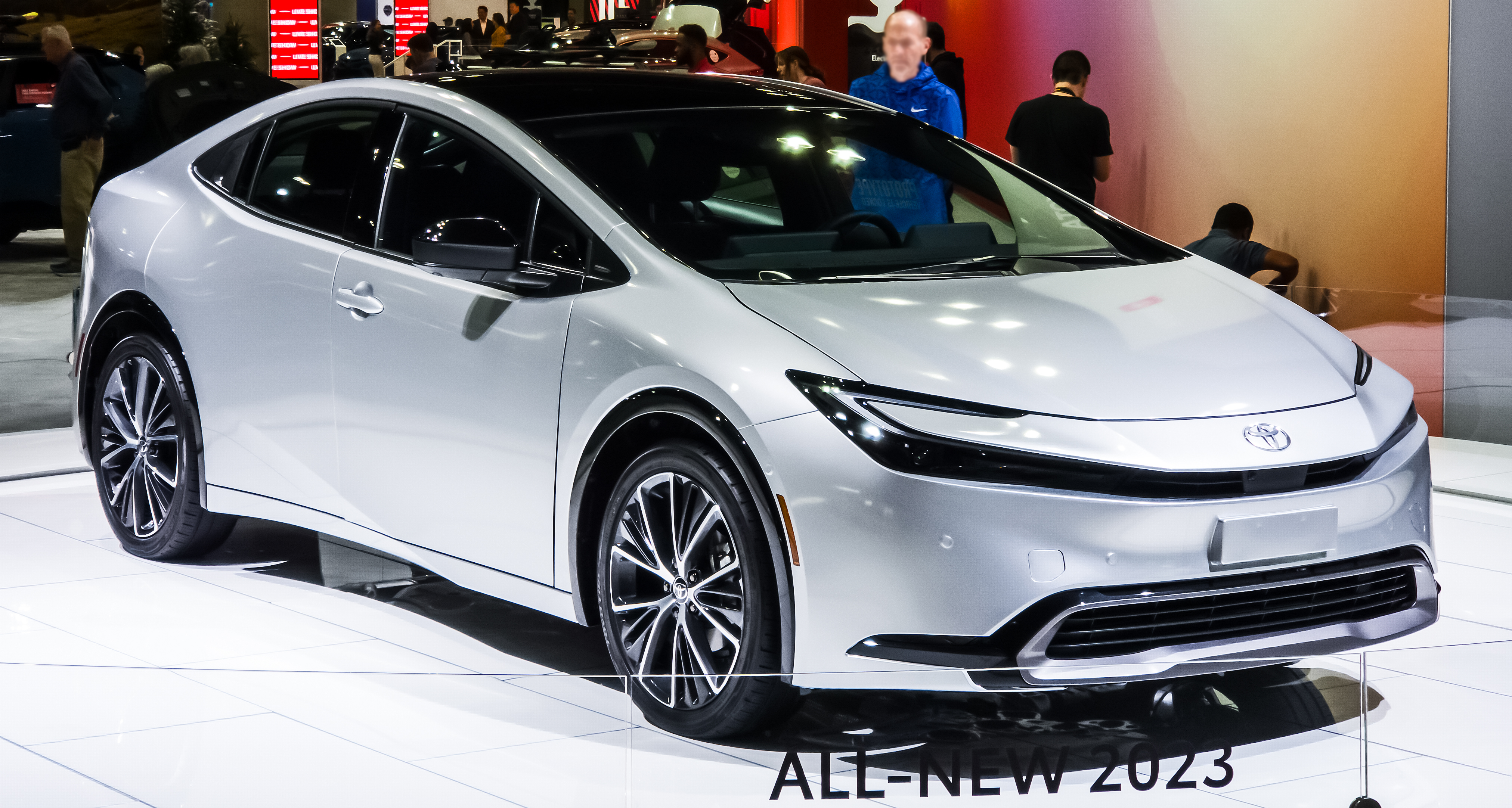
2023.

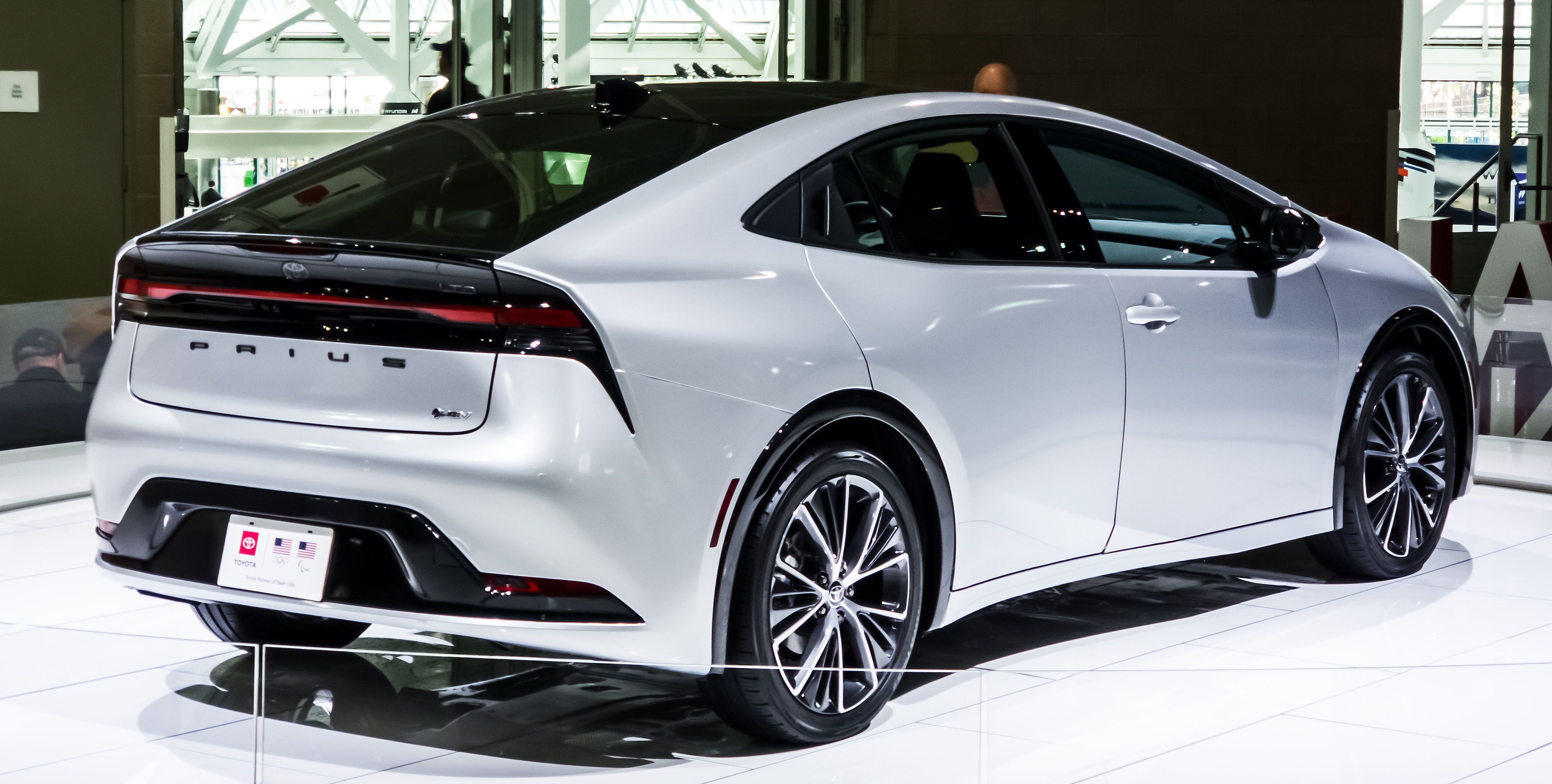
Rear view
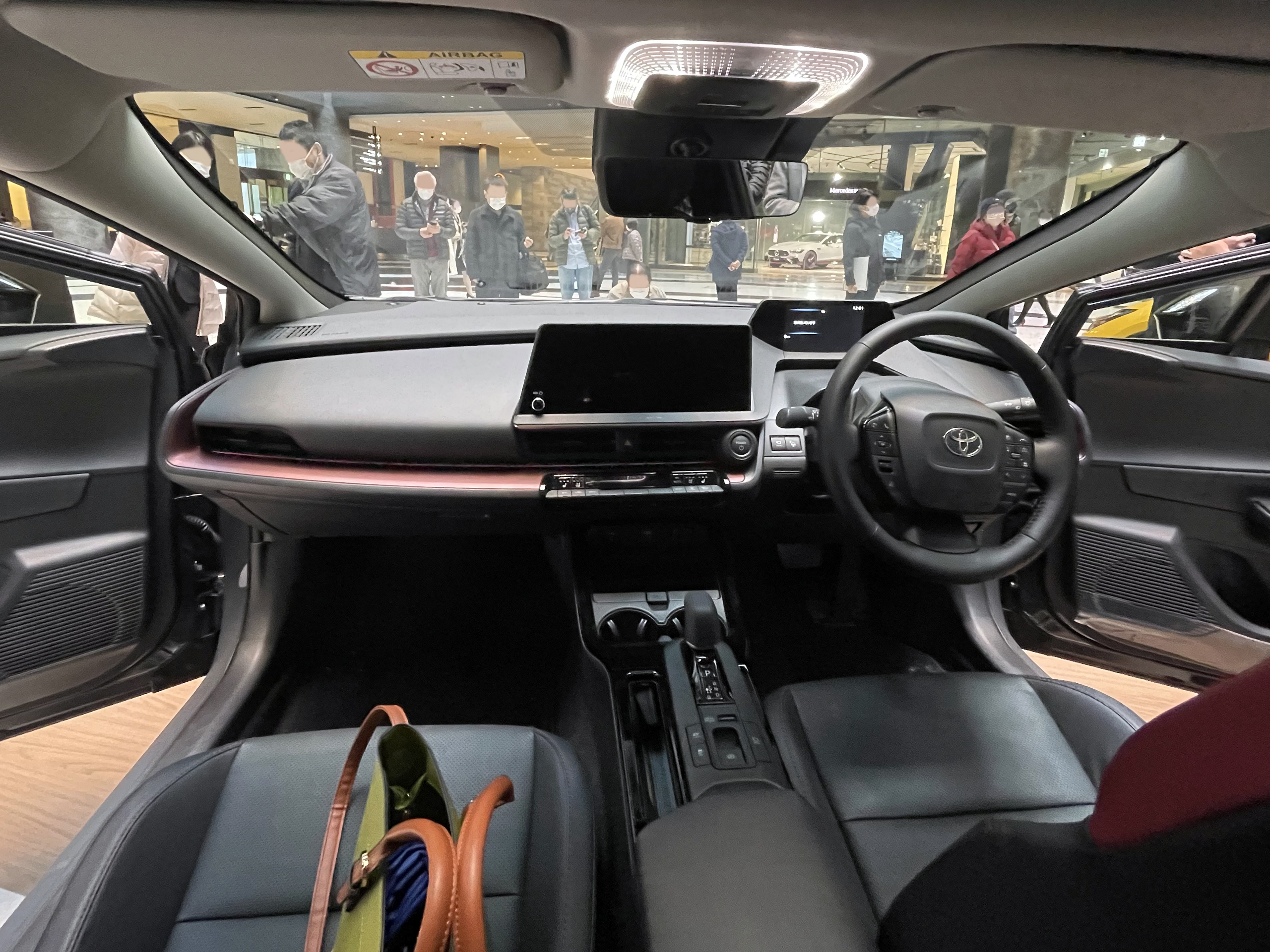
Interior

### Брошюры
1. Hybrid Car Prius (яп.). — Toyota, 1998. — 2月 (第TH0014-9807数). — P. 33. Архивировано 8 марта 2017 года.
2. Hybrid Car Prius (яп.). — Toyota, 2001. — 8月 (第TH0018-0204数). — P. 28. Архивировано 13 апреля 2017 года.
3. Prius (яп.). — Toyota, 2003. — 8月 (第TH0010-0311数). — P. 36. Архивировано 13 апреля 2017 года.
4. Prius (яп.). — Toyota, 2010. — 10月 (第TH0036-1109数). — P. 52. Архивировано из оригинала 13 апреля 2017 года.
5. 02 Prius (англ.). — Toyota, 2001. — P. 3.
6. Prius α (яп.). — Toyota, 2011. — 5月 (第HZ038-1207数). — P. 52. Архивировано из оригинала 14 апреля 2017 года.
7. Aqua (яп.). — Toyota, 2011. — 11月 (第HTZ0500-1303数). — P. 47.
8. Prius PHV (яп.). — Toyota, 2012. — 10月 (第HAZ07001-1301数). — P. 52. Архивировано из оригинала 14 апреля 2017 года.

### Технические характеристики
1. 2004 Prius Features and Specifications (англ.). — Toyota, 2004. — P. 1. Архивировано 23 апреля 2017 года.
2. 2010 Prius Product Information (англ.). — Toyota, 2009. — P. 5. Архивировано 4 марта 2016 года.
3. 2016 Preliminary Prius Product Information (англ.). — Toyota, 2015. — P. 7. Архивировано 13 июля 2016 года.
4. SPECIFICATION SHEET (яп.). — Toyota, 2015. — 12月. — P. 1. Архивировано 23 декабря 2015 года.
5. トヨタ プリウスPHV 主要諸元表 (Toyota Prius PHV основные характеристики) (яп.). — Toyota, 2017. — 2月. — P. 1. Архивировано 11 апреля 2017 года.
6. 2012 Prius Plug-in Hybrid Product Information (англ.). — Toyota, 2012. — P. 6. Архивировано 11 сентября 2015 года.
7. 2017 Prius Prime Product Information (англ.). — Toyota, 2017. — P. 7. Архивировано 22 апреля 2017 года.
8. 2012 Prius v Product Information (англ.). — Toyota, 2012. — P. 6. Архивировано 22 апреля 2017 года.
9. TOYOTA PRIUS+ TECHNICAL SPECIFICATIONS (англ.). — Toyota, 2012. — P. 3. Архивировано 23 апреля 2017 года.
10. 2015 Prius c Product Information (англ.). — Toyota, 2015. — P. 6. Архивировано 2 октября 2015 года.

### Руководства по эксплуатации и ремонту
1. TOYOTA PRIUS. — Toyota, 2016. — № OM47B71R. — С. 732.
2. HVバッテリー 回収・リサイクルマニュアル プリウス プリウス（NHW10系）(Руководство по разборке и утилизации аккумуляторов HV Prius (серия NHW 10)) (яп.). — Toyota Motor Corporation, 2014. — 第17 頁. Архивировано 29 августа 2017 года.
3. HVバッテリー 回収・リサイクルマニュアル プリウス プリウス（NHW11系）(Руководство по разборке и утилизации аккумуляторов HV Prius (серия NHW 11)) (яп.). — Toyota Motor Corporation, 2014. — 第18 頁. Архивировано 29 августа 2017 года.
4. PRIUS Руководство по разборке высоковольтной (Серия NHW20). — Toyota Motor Corporation, 2004. — С. 32. Архивировано 1 июля 2017 года.
5. PRIUS Hybrid Vehicle Dismantling Manual (ZVW30 Series) (англ.). — Toyota Motor Corporation, 2004. — P. 33. Архивировано 30 декабря 2016 года.
6. HVバッテリー 回収・リサイクルマニュアル プリウス（ZVW50･ZVW55系）(Руководство по разборке и утилизации аккумуляторов HV Prius (серии ZVW 50, ZVW 55)) (яп.). — Toyota Motor Corporation, 2016. — 第18 頁. Архивировано 28 августа 2017 года.
7. HVバッテリー 回収・リサイクルマニュアル プリウス プリウス（ZVW51系）(Руководство по разборке и утилизации аккумуляторов HV Prius (серия ZVW 51)) (яп.). — Toyota Motor Corporation, 2016. — 第19 頁. Архивировано 28 августа 2017 года.
8. Prius+ Priusv Руководство по разборке гибридного автомобиля (Серия ZVW4#). — Toyota Motor Corporation, 2012. — С. 32. Архивировано 1 июля 2017 года.
9. Prius+ Priusv Hybrid Vehicle Dismantling Manual (ZVW41 Series) (англ.). — Toyota Motor Corporation, 2011. — P. 30.
10. PriusC Hybrid Vehicle Dismantling Manual (NHP10 Series) (англ.). — Toyota Motor Corporation, 2011. — P. 29.

### Материалы для прессы
1. TOYOTA PRIUS: CAR OF THE FUTURE ON SALE IN 2000 (англ.). — Toyota, 1999. — P. 15. Архивировано 26 марта 2017 года.
2. TOYOTA PRIUS PAVES THE WAY AHEAD (англ.). — Toyota, 2003. — P. 65. Архивировано 2 апреля 2017 года.
3. 新型プリウス (The New Prius) (яп. (англ.)). — Toyota. — P. 9. Архивировано 22 августа 2017 года.
4. TCI December 2019 Vehicle Sales (англ.). — Toyota, 1999. — P. 1. Архивировано 12 февраля 2020 года.

### Статьи
1. Игорь Владимирский. Отрезвление // Авторевю : газета. — 2010. — № 3 (443). — С. 12—17. Архивировано из оригинала 11 февраля 2010 года.
2. Игорь Владимирский. Реабилитация // Авторевю : газета. — 2011. — № 3 (466). — С. 12—17. Архивировано из оригинала 7 сентября 2015 года.
3. Игорь Владимирский. Вновь шикуем // Авторевю : газета. — 2012. — № 3 (489). — С. 16—21.
4. Игорь Владимирский. Насыщение // Авторевю : газета. — 2013. — № 3 (512). — С. 12—15. Архивировано из оригинала 17 марта 2015 года.
5. Игорь Владимирский. Проценты // Авторевю : газета. — 2014. — № 3 (535). — С. 12—17. Архивировано из оригинала 17 марта 2015 года.
6. Игорь Владимирский. На пороге // Авторевю : газета. — 2015. — № 2 (557). — С. 12—15. Архивировано из оригинала 12 мая 2015 года.
7. Игорь Владимирский. Вслед за нефтью // Авторевю : газета. — 2016. — № 3 (581). — С. 4—8.
8. Игорь Владимирский. Поправка // Авторевю : газета. — 2018. — № 3 (627). — С. 6—9.
9. Игорь Владимирский. Рост в кредит // Авторевю : газета. — 2019. — № 3 (650). — С. 24—27.
10. Игорь Владимирский. Честно? // Авторевю : газета. — 2020. — № 3 (673). — С. 6—9.
11. Игорь Владимирский. Выбег // Авторевю : газета. — 2023. — № 3 (740). — С. 4—7.